# Daniel Wolf (cestista)
Daniel Wolf (in ebraico דניאל וולף‎?; Glencoe, 5 maggio 2004) è un cestista statunitense naturalizzato israeliano professionista nella NBA con i Brooklyn Nets.

## Carriera

### Brooklyn Nets
Wolf è stato scelto nel corso del primo giro (27º assoluto) del Draft NBA 2025 dai Brooklyn Nets.

### Nazionale
Nel 2023 ha vinto la medaglia d'argento agli Europei Under-20, disputati in Grecia, venendo anche incluso nel miglior quintetto della manifestazione.

## Statistiche

### College
| Anno      | Squadra             | PG | PT | MP   | TC%  | 3P%  | TL%  | RP  | AP  | PRP | SP  | PP   |
| --------- | ------------------- | -- | -- | ---- | ---- | ---- | ---- | --- | --- | --- | --- | ---- |
| 2022-2023 | Yale Bulldogs       | 21 | 0  | 7,3  | 40,4 | 30,4 | 62,5 | 2,1 | 0,6 | 0,2 | 0,4 | 2,6  |
| 2023-2024 | Yale Bulldogs       | 32 | 31 | 30,8 | 47,2 | 34,5 | 71,7 | 9,7 | 2,4 | 1,0 | 1,3 | 14,1 |
| 2024-2025 | Michigan Wolverines | 37 | 37 | 30,5 | 49,7 | 33,6 | 59,4 | 9,7 | 3,6 | 0,7 | 1,4 | 13,2 |
| Carriera  | Carriera            | 90 | 68 | 25,2 | 47,9 | 33,6 | 64,6 | 7,9 | 2,5 | 0,7 | 1,1 | 11,1 |